# Vărșag (gmina)
Vărșag – gmina w Rumunii, w okręgu Harghita. Obejmuje tylko jedną miejscowość Vărșag. W 2011 roku liczyła 1580 mieszkańców.